# Ithkuil
Ithkuil是由John Quijada所创造的一门人造实验语言。它旨在简单明确地表达更深层次的人类认知，特别是在范畴化方面。作为先创哲学语言和逻辑语言的交汇点，它尽可能地消除自然语言中可能出现的语意模糊和歧义。Ithkuil以其复杂且高度曲折的语法和庞大的音系著称，虽然后者在最终定型的版本中被简化。Ithkuil是Iţkuîl的无附标写法，在原本形式下意思大约为“一个语言的假想展现”。Quijada表示他创造Ithkuil的目的不是为了用于日常对话，而是希望在诸如哲学、艺术、科学、政治这些高端的方面得到一些前所未有的想法。
从最早版本的语法书撷得的例子来看，通常在自然语言中需要长篇大论说明的一些事件或概念，在Ithkuil中仅仅需要不长的文段就可以对译，例如：「Tram-mļöi hhâsmařpţuktôx」这段文段若译成英语则是「On the contrary, I think it may turn out that this rugged mountain range trails off at some point」，译成汉语则是“与此相反，我认为结果可能会发现这段嶒棱的山丘会在某個時刻消隐”。Quijada认为他的创作过于复杂，不可能自然发展，并将其视为探索语言如何运作的一项练习。至今未有人能够流利地使用Ithkuil作为日常语言交谈（包括Quijada本人），但Quijada认为他创造的语言虽较复杂，仍适合用于人类交流。
这个语言迄今为止已经公开发布了四版：2004年的初始版本、2007年的修订及简化版本（称作Ilaksh）、2011年的当前版本、以及经过各种修订（截至2017年）的新版（名为Ithkuil IV）。初始版与修订版（Ilaksh）分别于2004年和2009年被刊登在俄罗斯语言科普和IT杂志Computerra。 2008年，它赢得了笑脸奖。2013年，Bartłomiej Kamiński编码化了该语言，以快速分析复杂句子。此后，Julien Tavernier和其他无名人士也纷纷效仿。自2015年7月以来，Quijada以前卫摇滚风格发布了几首Ithkuil歌曲，作为专辑《Kaduatán》的一部分，该专辑被翻译为“Wayfarers”。最近，已发展出英语、俄语、汉语和日语的线上社区。

## 概述

### 影响
Ithkuil经过45年的发展，作为超越西方印欧语系的语言实验，回应了萨皮尔-沃尔夫假说和Charles J. Fillmore的格语法，成为「一个语法概念彼此交织而复杂错综的阵列」，其灵感来自无数次研究理论语言学、认知语法、心理语言学、语言习得、语言相对论、语义学、符号学、哲学、模糊集合理论，甚至量子力学的文本。Ithkuil深受认知语言学家的启发，包括喬治·萊考夫、Ronald Langacker、吉勒·福科尼耶和Len Talmy。
关于其他语言對於它的影響，Quijada援引了“阿布哈茲語的動詞複合相關形態語音；部分美洲原住民語言的動詞情態；尼日尔-刚果语系的動詞體的系統；巴斯克语和东北高加索语系的名詞體系；Wakashan languages的附着詞素體系；澤套語和Guugu Yimithirr的方位系統；閃米特諸語的根詞形；以及Suzette Elgin所創制的拉丹語的傳聞和所有格類別。”整个Ithkuil语法所使用的书写系统与希伯来方块字和各种克林贡字体有表面上的相似之处。此外，Ithkuil有一种「象形茧体」和一种草书体（前者曾是设计师即将进行的美学项目）。

### Ilaksh：一個修訂版的Ithkuil（2007年）
在Ithkuil被俄羅斯雜誌Computerra報道之後，一些語言學習者主動聯絡Quijada，向Quijada表示他們對該語言的學習熱情。其中有些人抱怨Ithkuil發音太難了。於是Quijada修訂了Ithkuil的形態，于2007年6月10日發佈了修訂版，即Ilaksh。此次修改的着眼點在語法，譬如增加了額外的“級”或一些輕微的名詞變動。
Ilaksh的文字系統被重新設計。它有兩種形式：一種是僅用於手寫和要求緊湊排版是的“非正式”書寫系統；另一種則是藝術可能性類似於瑪雅文字的“正式”語素文字書寫系統。
在“非正式”的文字中，幾條平行的線條通過有目的且合適的拼合，不同的平行線表示不同的詞根和曲折變化。這個體系嚴格遵循“一字一音”。作者在設計這種文字的時候預先考慮了書寫便利。這種文字整體設計緊湊、清晰、黑白分明。
在多彩的“正式”文字中，僅僅使用一個複合字形便可以記載一句話。這種文字通過不同的形狀、陰影、疊加的附標來表示句內詞彙間的句法關係。字符的边缘有特殊的形状，这些形状表示一种词形变化、颜色表示另一种词形变化、纹理表示另一种词形变化。在该文字中，六角形的“字母”将会按照设定组合排列成一个形状，用以表达一个词根。单个该文字合文就可表达一个句子，主句与从句叠合在一起。不同的颜色对应不同的纹理，以便色盲使用。这些也允许用在廉价的纸、石头或是其他材料上。
直止2011年7月，Quijada計劃採用正式的書寫系統“用以替代用作艺术目的的‘裝飾’书写系统”用於最新版本的Ithkuil，其形態類似於Ilaksh。

### Ithkuil (2011)
Ilaksh为一种形态相似的语言所取代，因为它与最初的出版语言有联系，所以也被称为Ithkuil。该文字采用独特的形态音位原理，允许代表众语法范畴的句子以说话人认为合适的多种方式发音。它被认为是该语言的最终版本，它在社交媒体上增长了对造语者的关注。一个博客将「我很困，因为那些该死的猫整晚都在打架，我睡不好！」翻译为「ur-rn aičnattîbi tei n-nrai’dáčnuitîb ti wëqam-msukšš hwaičúitôkçuxh rrolp żü’âluss」。
2014年引入了语域范畴（英语：register），2015年发布了基于度量的数学子语言。社区Reddit论坛上有几十人提出了修改意见，以使该语言更易学习。Quijada计划在未来的语言更新中采用象形茧体，作为一种替代性的、用于艺术目的的装饰性书写系统。

### Ithkuil IV (2017)
由于对该语言形态学中的困难模式的抱怨，2017年10月30日，Quijada公布了新版语言的暂定大纲，满足了学习者对更多黏着法构词的渴望，包括经重组的构形词（formative）构形，以及扩展使用附加词（Adjuncts）来缩短语法的表达，进一步创造语音美学。Quijada曾考虑强制要求已在构形词中表达的动词范畴在附加词中冗余表达，以使其更加自然。尽管这门语言很复杂，只是作为一个实验，并不关心人类可学习性的限制，但他已经发表了几次更新，以原始语法为前提的新语言，最近一次是在2021年4月。新版语言将具有扩大的词汇和便于手写的书写系统。

## 大纲

### 音系
Ithkuil有45个辅音和13个元音。下表中，如果罗马化书写系统与IPA不一致的话，每个单元格的左边是其音位，右边是其转写。辅音的情况如下：
|          |        | 唇音 | 齿音  | 龈音   | 龈音 | 卷舌音 | 龈后音 | 硬腭音 | 软腭音 | 小舌音 | 声门音 |
| 中央辅音 | 边辅音 | 唇音 | 齿音  |        |      | 卷舌音 | 龈后音 | 硬腭音 | 软腭音 | 小舌音 | 声门音 |
| -------- | ------ | ---- | ----- | ------ | ---- | ------ | ------ | ------ | ------ | ------ | ------ |
| 鼻音     | 鼻音   | m    | n̪ n   |        |      |        |        |        | ŋ ň    |        |        |
| 塞音     | 浊     | b    | d̪ d   |        |      |        |        |        | ɡ      |        |        |
| 塞音     | 清     | p    | t̪ t   |        |      |        |        |        | k      | q      | ʔ ’    |
| 塞音     | 送气   | pʰ   | t̪ʰ tʰ |        |      |        |        |        | kʰ     | qʰ     |        |
| 塞音     | 挤喉   | pʼ   | t̪ʼ tʼ |        |      |        |        |        | kʼ     | qʼ     |        |
| 塞擦音   | 浊     |      |       | d͡z ż   |      |        | d͡ʒ j   |        |        |        |        |
| 塞擦音   | 清     |      |       | t͡s c   |      |        | t͡ʃ č   |        |        |        |        |
| 塞擦音   | 送气   |      |       | t͡sʰ cʰ |      |        | t͡ʃʰ čʰ |        |        |        |        |
| 塞擦音   | 挤喉   |      |       | t͡sʼ c’ |      |        | t͡ʃʼ č’ |        |        |        |        |
| 擦音     | 浊     | v    | ð dh  | z      |      |        | ʒ ž    |        |        |        |        |
| 擦音     | 清     | f    | θ ţ   | s      | ɬ ļ  |        | ʃ š    | ç      | x      | χ xh   | h      |
| 闪音     | 闪音   |      |       |        |      | ɽ r    |        |        |        |        |        |
| 近音     | 近音   |      |       |        | l    |        |        | j y    | w      | ʁ̞ ř    |        |

/m n̪ ŋ l ɽ/可成音节。除/j w ʔ/外，所有辅音都可以延长；延长时，/h/是一个双齿擦音或一个清咽擦音[ħ]，而/ɽ/是一个龈颤音[r]。
Ithkuil的十三个元音如下：
|      | 前    | 央    | 后   |
| ---- | ----- | ----- | ---- |
| 闭   | iː î  | ʉ~y ü | uː û |
| 次闭 | ɪ i   |       | ʊ u  |
| 半闭 | eː ê  |       | oː ô |
| 中   | œ~ø ö | ə <ë> |      |
| 半开 | ɛ e   |       | ɔ o  |
| 开   |       | ä a   | ɑ â  |

/ɪ ʊ/ 在另一个元音之前和词尾处读作/i u/。当/ɛ ɔ/在另一个元音之前，读作/e o/，但不包括/ɪ ʊ/之前。
Ithkuil的双元音有/äɪ̯/, /ɛɪ̯/, /əɪ̯/, /ɔɪ̯/, /ø̞ɪ̯/,  /ʊɪ̯/, /äʊ̯/, /ɛʊ̯/, /əʊ̯/, /ɪʊ̯/, /ɔʊ̯/, /ø̞ʊ̯/。所有其他的元音组合则分别作为独立音节发音。钝音符用于表示元音组合不是双元音。钝音符和锐音符用于表示重音。在未来的语言修订中，扬抑符将用于重音，而钝音符将不用于重音，只用于表示元音组合不是双元音，这样就可以简化标记重音的规则。

### 形态音位学
Ithkuil词可以分为两个词类，即构形词（formatives）和附加词（adjuncts）。构形词既可以作为名词，也可以作为动词，由词根派生，并取决于形态语义上的语境。它们可以通过各种「后缀」（suffixes）进行扩展。附加词有两个作用，要么像代词一样表示人称，要么指定额外的言语信息，如语法范畴「观感」（bias）。在未来的语言版本中，附加词将能够传达后缀（或者说，词缀）信息。

#### 构形词
词根是Ithkuil最基本的语义单位。所有的Ithkuil构形词都来自于数量有限的词根。每个词根由1-4个辅音组成（也有5个辅音的词根，但没有指定含义）。目前Ithkuil的词典可能由大约3600个词根组成，其中仅有1000多个词根赋予了定义。从词根出发，通过添加表示词干模式（pattern）、词干类型、词干功能（function）的元音词缀来形成词干，并通过将重音落在特定音节上来表示非正式或正式的指派（designation）。
每个词根都有三个词干。每个词干有三种模式，一种是整体性的，两种是互补性的。整体词干一通常指一个词根的最一般表现形式，而整体词干二和三通常指与该词根相关的更具体的表现形式。每个整体词干都有两个与之相关的互补词干，它们指的是与整体词干相关的互补概念。互补词干的具体含义在一定程度上取决于词根。这些从词根派生出来而前缀了一个元音或双元音的词干，也表示语法范畴「功能」（function）。下表中给出了两个例子：
| 整体词干一          | 整体词干一          | 整体词干二            | 整体词干二            | 整体词干三            | 整体词干三            |
| ------------------- | ------------------- | --------------------- | --------------------- | --------------------- | --------------------- |
| 核心家庭成员 (a)mm- | 核心家庭成员 (a)mm- | 男性核心家庭成员 emm- | 男性核心家庭成员 emm- | 女性核心家庭成员 umm- | 女性核心家庭成员 umm- |
| 互补词干            | 互补词干            | 互补词干              | 互补词干              | 互补词干              | 互补词干              |
| 家长 omm-           | 孩子 âmm-           | 父亲 ömm-             | 儿子 êmm-             | 母亲 îmm-/ûmm         | 女儿 ômm-             |

| 整体词干一           | 整体词干一           | 整体词干二 | 整体词干二 | 整体词干三                     | 整体词干三               |
| -------------------- | -------------------- | ---------- | ---------- | ------------------------------ | ------------------------ |
| 高等生物形式 (a)q-   | 高等生物形式 (a)q-   | 人类 eq-   | 人类 eq-   | 非人高等生物形式 uq-           | 非人高等生物形式 uq-     |
| 互补词干             | 互补词干             | 互补词干   | 互补词干   | 互补词干                       | 互补词干                 |
| 雄性高等生物形式 oq- | 雌性高等生物形式 âq- | 男人 öq-   | 女人 êq-   | 雄性非人高等生物形式 îq- / ûq- | 雌性非人高等生物形式 ôq- |

##### 基础形态
所有的Ithkuil构形词，不管是作为名词还是动词，都屈折于各种语法范畴，它们与自然语言中的任何范畴都有很大不同。量化或多或少由构型（Configuration）、系属（Affiliation）和视界（Perspective）等语法范畴所涵盖，尽管这些语法类别严格地来说并不是指语法数本身。

###### 构型（Configuration）
九种构型（Uniplex、Duplex、Discrete、Aggregative、Segmentative、Componential、Coherent、Composite、Multiform）描述了一个集合的成员之间的物理相似性和关系，例如，树木可能出现在同一物种的集合中，也可能出现在不同物种的集合中，甚至出现在一个无定型的集合中，其中这些植物并不都是树木。

###### 系属（Affiliation）
四种系属（Consolidative、Associative、Variative、Coalescent）描述一个集合的成员的主观意图或功能，例如，一组树木可能是自然发生的，且没有目的；它们可能有相同的意图、互补的意图、或不同的意图。

###### 视界（Perspective）
四种视界（Monadic、Unbounded、Nomic、Abstract）描述一个集合的有界性，即它可被看作是一个单一的单位、多个不相连的单位、从一般的角度来看、或者从抽象的角度考虑其特征。

###### 限域（Extension）
六种限域（Delimitive、Proximal、Inceptive、Terminative、Graduative、Depletive）描述了一个集合的所指部分，例如它的开始或结束。

###### 本质（Essence）
两种本质（Normal、Representative）描述了所指的集合是在现实世界中还是仅仅存在于精神世界中。

###### 语境（Context）
四种语境（Existential、Functional、Representational、Amalgamate）描述了集合的心理相关性，例如仅仅是它的存在本身或集合作为其他事物的象征物。

###### 指派（Designation）
两种指派（Informal、Formal）描述了集合的正式性或恒常性。

###### 版本（Version）
六种版本（Processual、Completive、Ineffectual、Incompletive、Positive、Effective）描述了行动是否有目标，以及行动是否成功完成。

###### 语域（Register）
五种语域（Narrative、Discursive、Parenthetical、Cogitant、Impressionistic）描述了个人交流的模式（叙事、无声思考、主观印象、直接引语、旁白）。

###### 格（Cases）
Ithkuil有96个语法格，其中一个特殊格是呼格，用于直接称呼。在框架结构（即从属子句）下，作动词的构形词屈折于语法格。Ithkuil的语法格可以分为几个不同的组：
| 类别   | 表示                                                                     | 数量 |
| ------ | ------------------------------------------------------------------------ | ---- |
| 论元格 | 动词的参与者                                                             | 11   |
| 属格   | 名词间的属有关系                                                         | 7    |
| 关联格 | 名词间的非属有关系及与动词相关的状语关系                                 | 32   |
| 时间格 | 时间关系                                                                 | 15   |
| 空间格 | 空间关系；这并不包括诸如「在里面」的空间关系，这些关系由单独的构形词涵盖 | 6    |
| 比较格 | 与另一名词比较，与级别（Level）相联使用                                  | 24   |

##### 动词形态
有几个独特的语法范畴只适用于作动词的构形词。下面列出了这些范畴：

###### 功能（Function）
四种功能描述了作动词的构形词与它的名词性参与者的一般关系（状态、动作、描述）。Ithkuil作名词的构形词也带有功能，但不能对其进行屈折，总是保持在「Stative」中。

###### 语式（Mood）
八种语式描述了用来表示所述命题是否确定，以及命题的外显或隐含的前提是否为真，或未知，或决定命题真值。

###### 语为（Illocution）
六种语为描述话语的一般意图，如断言、命令、宣言、疑问、警告等。

###### 关系（Relation）
两种关系描述了作动词的构形词是否是从句的一部分。

###### 相位（Phase）
九种相位描述了行为、状态、事件发生的时间模式或节奏的变化，例如短暂、持续、重复。

###### 言准（Sanction）
表示话语就听者应该认为它有哪种真实性而言的相关目的。即话语是中性命题、主张、声称、可反驳的推测，还是对声称的反驳、反论证、辩驳等。

###### 配价（Valence）
十四种配价用于说明两个分别的实体或参与者在具体动词里的参与方式。

###### 言据（Validation）
六种言据表示话语的来源根据及可信度等。

###### 时体（Aspect）
三十二种时体提供动词的详细时间信息，但並非相对于话语的当下语境，而是相对于所述行为、状态、事件的“语境中的当下”。

###### 观感（Bias）
二十四种观感表达说话者对事物的主观情绪态度。

#### 后缀
Ithkuil使用各种词缀，称为后缀，以进一步详细描述构形词所描述的内容。它们有三种类型，经常与副词相关联。

#### 附加词
在Ithkuil中，有两种类型的附加词：人称附加词和动词性附加词。所有附加词都是高度综合的。
人称附加词类似于代词。在Ithkuil有两种类型的人称附加词，单指和双指。
动词性附加词是与作动词的构形词一起工作的辅助词，提供关于后者的配价、级别、相位、言准、语为、情态、时体、观感的信息。其中，情态和级别只能用动词性附加词来表示，而其他的可以在作动词的构形词上表达。

#### 数词系统
Ithkuil使用一个百进制的数字系统，数词词根为1至10，加上一个特定的衍生后缀与数词词根一起使用，以增加10的倍数，来提供数词到99。大于100的数词通过多个构形词来表达。有一个特殊的数字书写系统。2015年3月27日，Quijada发布了一个使用十二进制数字系统的数学子语言，该系统使用圆常数tau。

### 正字法

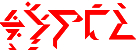
以Ithkuil书写系统书写的"Tram-mļöi hhâsmařpţuktôx"汉译：「与此相反，我认为结果可能会发现这段嶒棱的山丘会在某個時刻平坦下来」

Ithkuil使用的是形态音位书写系统，因为字符同时传达了音位和形态信息。其使用与Ithkuil的语法系统密切相关，该系统允许对单词的大部分语音方面进行形态兼句法推断。Ithkuil单词中那些发音可预测的部分不被书写，而用于表示单词中不可预测部分的发音的字符也传达了重建隐含语音所需的语法信息。因此，单词是以高度简略的方式书写的，这对于Ithkuil语言中高度屈折、偶尔加长的单词特别有用。这种文字也被用于按字母音译外来词和数学表达式。

## 可能的好处
萨皮尔-霍夫假说认为，一个人的语言会影响其感知和认知模式。Stanislav Kozlovsky在俄罗斯大众科学杂志《Computerra》中提出，一个流利的Ithkuil语言使用者，其思维速度是典型自然语言使用者的「五到六倍」。萨皮尔-沃尔夫假说暗示，Ithkuil是一种极其精确和综合的语言，它的使用者对日常情况和更广泛的现象以及抽象的哲学范畴都有更多的辨别力和更深的理解。
然而，这种假设的强形式，即假设语言决定思想，而不仅仅是影响思想，已经被主流语言学所拒绝。此外，与此相呼应的是，Quijada表示他不相信说话者的思维一定会更快，因为即使Ithkuil简练而紧凑，一个词在说出来之前需要比自然语言中更多的思考。
Kozlovsky还将Ithkuil比作罗伯特·安森·海因莱因的小说《Gulf》中的虚构语言Speedtalk，并将这两种语言与奥威尔的《一九八四》中通信受限的社会的Newspeak进行对比。到目前为止，Ithkuil是三种语言中最完整的一种，因为对其词汇和语法的描述要详细得多。John Quijada承认Ithkuil的设计目标与Speedtalk的设计目标相似，他说：
[h]owever, Heinlein's Speedtalk appears to focus only on the morpho-phonological component of language[, whereas] Ithkuil has been designed with an equal focus on [morphology, lexico-morphology, or lexico-semantics]. Additionally, the apparent purpose of Heinlein's language is simple rapidity/brevity of speech and thought, while Ithkuil is focused on maximal communication in the most efficient manner, a somewhat different purpose, in which brevity per se is irrelevant.

## 以往版本

### Ithkuil 2004
Ithkuil的原始版本有一个明显更复杂的形态音系。

#### 音系
下表中，如果罗马化书写系统与IPA不一致的话，每个单元格的左边是其音位，右边是其转写。原来的65个辅音如下：
|          |        | 唇音 | 齿音  | 龈音   | 龈音   | 卷舌音 | 龈后音 | 硬腭音 | 软腭音 | 小舌音 | 咽音 | 声门音 |
| 中央辅音 | 边辅音 | 唇音 | 齿音  |        |        | 卷舌音 | 龈后音 | 硬腭音 | 软腭音 | 小舌音 | 咽音 | 声门音 |
| -------- | ------ | ---- | ----- | ------ | ------ | ------ | ------ | ------ | ------ | ------ | ---- | ------ |
| 鼻音     | 鼻音   | m    | n̪ n   |        |        |        |        |        | ŋ ņ    |        |      |        |
| 塞音     | 浊     | b    | d̪ d   |        |        |        |        | ɟ ǰ    | ɡ      | ɢ ġ    |      |        |
| 塞音     | 清     | p    | t̪ t   |        |        |        |        | c ķ    | k      | q      |      | ʔ ’    |
| 塞音     | 送气   | pʰ   | t̪ʰ tʰ |        |        |        |        | cʰ ķʰ  | kʰ     | qʰ     |      |        |
| 塞音     | 挤喉   | pʼ   | t̪ʼ tʼ |        |        |        |        | cʼ ķʼ  | kʼ     | qʼ     |      |        |
| 塞擦音   | 浊     |      |       | d͡z ƶ   |        | ɖ͡ʐ ż   | d͡ʒ j   |        |        |        |      |        |
| 塞擦音   | 清     |      |       | t͡s c   |        | ʈ͡ʂ ċ   | t͡ʃ č   |        |        |        |      |        |
| 塞擦音   | 送气   |      |       | t͡sʰ cʰ | cʎ̥˔ʰ q̌ | ʈ͡ʂʰ ċʰ | t͡ʃʰ čʰ |        |        |        |      |        |
| 塞擦音   | 挤喉   |      |       | t͡sʼ c’ |        | ʈ͡ʂʼ ċʼ | t͡ʃʼ č’ | c͡çʼ çʼ | k͡xʼ xʼ | q͡χʼ x̧ʼ |      |        |
| 擦音     | 浊     | v    | ð ḑ   | z      |        | ʐ z̧    | ʒ ž    | ʝ y̌    | ɣ ǧ    |        |      |        |
| 擦音     | 清     | f    | θ ţ   | s      | ɬ ļ    | ʂ ş    | ʃ š    | ç      | x      | χ x̧    | ħ ḩ  | h      |
| 流音     | 闪音   |      |       |        |        | ɽ r    |        |        |        |        |      |        |
| 流音     | 非闪音 |      |       |        | l̪ l    | ɻ ŗ    |        |        |        |        |      |        |
| 近音     | 近音   | w    |       |        | ɫ̪ ł    |        |        | j y    |        | ʁ̞ ř    |      |        |

/w ɫ̪/ 软颚化而 /m n̪ ŋ l ɫ ɻ/ 可作音节。h 在元音前和另一辅音后发音为[ɸ]。[cʎ̥˔ʰ]有自由变体[cʎ̥˔ʼ]，后者在词首更常见（两者都写成 q̌）。除/j w/外，所有辅音都可以延长；延长时，h 是一个双齿擦音 [h̪͆]，而 r 是一个龈颤音[r]。
原来的17个元音如下：
|      | 前      | 央  | 后      |
| ---- | ------- | --- | ------- |
| 闭   | i î y ÿ | ʉ ü | ɯ ï u û |
| 次闭 | ɪ i     |     | ʊ u     |
| 半闭 | e ê ø   |     | ɤ ë o ô |
| 半开 | ɛ e œ ö |     | ɔ o     |
| 开   | æ ä     | a   | ɑ â     |

双元音有/ai̯/, /æi̯/, /ei̯/, /ɤi̯/, /øi̯/, /oi̯/, /ʊi̯/, /au̯/, /æu̯/, /eu̯/, /ɤu̯/, /ɪu̯/, /ou̯/, /øu̯/, /aɯ̯/, /eɯ̯/, /ɤɯ̯/, /ʊɯ̯/, /oɯ̯/, /ɪɯ̯/, /æɯ̯/, /øɯ̯/, /ʉɯ̯/, /ae̯/。其他元音组合则作为独立音节发音。

#### 语法
原本的Ithkuil的词汇由与2011年语言形式相同的模式组成。然而，每个词根由2个辅音词根义素（radicals）组成，通过使用Ithkuil复杂的形态学规则，可以衍生出成千上万的词组，其中涉及辅音和元音的变换、音节重音和声调的转变以及词缀的使用。
Ithkuil词语可分为两种词类，即构形词和附加语。构形词既可以作为名词，也可以作为动词，这取决于形态语义上的语境。构形词屈折于现有的语法范畴，加上2种焦点和81种语法格；它们也可以接受153个词缀中的一些，这些词缀被进一步限定为9个程度（degrees）之一。作动词的构形词还被赋予了7种合并（conflations）。
动词性附加词同样与相邻的构形词一起工作，提供额外的语法信息。两种类型的动词性附加词屈折以表示14种配价，6种版本，8种格式（formats），37种派生（derivations），30种情态，4种级别，9种言据，9种相位，9种言准，32种时体，8种语式，和24种观感。

#### 形态分析示例
（完全基于Ithkuil的原始语法书）
词语 iţkuîl 是一个从词根k-l（广泛涉及「言语」，「声音」，甚至「解释」）通过添加几个形态决定因素的形成因素。
- 元音中缀 -u-

kul 是来自k-l的其他三个可能词干中的词干二的整体性类型。大致翻译为「一个有意义的语言单位」，即「一个词」，它没有强调这个词的含义或发声。
- 中缀变换 u → uî

二级模式（Secondary mode）相对于一级模式（primary mode），意思是说，kuîl 这个词不是指现实生活中的现象，而是指该现象的精神世界的替代、想象、可能版本，或投射；指一个想象或假设的对象。因此译为：「一个虚构的词」。
- 首个词根义素辅音变换至等级8：k → ţk

该构型的术语称为composite。与印欧语系语言中的复数概念大致对应，它也意味着有关对象（词，kuîl）是多样的，同时形成一个「连贯而涌现的实体」（而不仅仅是不同词的集合或阵列），因此意味着「词汇」或「词库」。
- 元音前缀 i-，构形词词根的24种可能之一

限域为 delimitive，认为「词汇」是整体的，有明确的界限，而不是仅仅是更广泛的词汇中的一种局部表现——如俚语或方言。 (-ţkuîl).
所讨论的对象集的系属是 coalescent。这表明，这套系统的各个成员通过协调其互补的功能，共同朝着一个更高的目标行动。因此，「一个词汇/词库」变成了「一种语言」。
- 音节重音落在倒数第二个音节上 (-u-)

该名词的视界为 monadic，视「该语言」为一个单一且具体的实体，而不是许多语言单独存在的集合、一般现象（「人类语言」）或与语言相关的抽象概念。
因此，iţkuîl的近似翻译是「一个完整的有目的的互补言语元素系统的想法/幻想」，或只是「一个虚构的语言」。

### Ilaksh (2007)
为了使这门语言更易说，Quijada创造了一个名为Ilaksh的修订版，依靠音调来减少音位库。
Ilaksh的语音系统被修改为仅由30个辅音和10个元音组成。这些辅音与Ithkuil IV的辅音相同，但省略了清龈边擦音 ɬ。/m n̪ ŋ l ɽ/ 可以成音节。除/j w ʔ/外，所有辅音都可以延长的；延长时，h是双齿擦音或清咽擦音，ɽ是龈颤音。辅音丛 /n̪j/、/tj/、/dj/和/lj/可以直接发音，也可以作为硬腭音[ɲ]、[c]、[ɟ]和[ʎ]发音。正字法使用/đ ŧ ż/而不是/ḑ ţ ẓ/。
元音与Ithkuil IV的相同。Ilaksh的14个双元音是/ai̯/, /æi̯/, /ei̯/, /əi̯/, /oi̯/, /øi̯/, /ui̯/, /au̯/, /æu̯/, /eu̯/, /əu̯/, /iu̯/, /ou̯/, 及 /øu̯/。所有其他的元音组合都作为独立音节来发音。

## Ithkuil IV
2017年，Quijada开始着手对该语言进行又一次重新设计，使之更容易学习。

### 音系
其音系包括31个辅音及10个元音。如下：
|          |        | 唇音 | 齿音 | 龈音 | 龈音 | 卷舌音 | 龈后音 | 硬腭音 | 软腭音 | 小舌音 | 声门音 |
| 中央辅音 | 边辅音 | 唇音 | 齿音 |      |      | 卷舌音 | 龈后音 | 硬腭音 | 软腭音 | 小舌音 | 声门音 |
| -------- | ------ | ---- | ---- | ---- | ---- | ------ | ------ | ------ | ------ | ------ | ------ |
| 鼻音     | 鼻音   | m    | n̪ n  |      |      |        |        |        | ŋ ň    |        |        |
| 塞音     | 浊     | b    | d̪ d  |      |      |        |        |        | ɡ      |        |        |
| 塞音     | 清     | p    | t̪ t  |      |      |        |        |        | k      |        | ʔ ’    |
| 塞擦音   | 浊     |      |      | d͡z ż |      |        | d͡ʒ j   |        |        |        |        |
| 塞擦音   | 清     |      |      | t͡s c |      |        | t͡ʃ č   |        |        |        |        |
| 擦音     | 浊     | v    | ð ḑ  | z    |      |        | ʒ ž    |        |        |        |        |
| 擦音     | 清     | f    | θ ţ  | s    | ɬ ļ  |        | ʃ š    | ç      | x      | x      | h      |
| 闪音     | 闪音   |      |      |      |      | ɽ r    |        |        |        |        |        |
| 近音     | 近音   |      |      |      | l    |        |        | j y    | w      | ʁ̞ ř    |        |

辅音cʰ、c'、čʰ、č'、kʰ、k'、pʰ、p'、q、qʰ、q'、ř、tʰ、t'和xh被消除，x被读作[x]~[χ]。ň在k、g或x前写成n，dh写成ḑ（可以选择写成đ或ḍ）。
元音如下：
|      | 前    | 央  | 后 |
| ---- | ----- | --- | -- |
| 闭   | i     | ʉ ü | u  |
| 半闭 | e ø ö | ə ë | o  |
| 开   | æ ä   | a   |    |

从Ithkuil 2011中删除了元音ê、î、ô和û，以便于记忆。字母ä，读作[æ]，被重新引入。a 读作 [a]~[ɑ]，e 读作 [ɛ]~[e]，i 读作 [ɪ]~[i]，o 读作 [ɔ] ~[o]，u 读作 [ʊ]~[u]，ë 读作 [ə]~[ɤ]。为了使说话人能够清楚地解析单词的边界，已经描述了单词之间的外部连接规则。

### 语法
语法基本与Ithkuil 2011相同，但更加注重语法范畴的管辖范围，使之更符合逻辑。词干模式已被词干详述（Specification）所取代，而后缀（Suffixes）则改名为词缀（Affixes）。指派（Designation）、言准（Sanction）和情态（Modality）的范畴已被词缀形式所取代。属格（Possessive cases）被命名为同位格（Appositive cases）；关联格（Associative Cases）被分成关联格（Associative Cases）、状语格（Adverbial Cases）、有关格（Relational Cases）和系联格（Affinitive Cases）；比较格被取消了。Ca复合语素变成高度模块化的，各种范畴遵循多条9价元音序列。倂入词根已被相接关系所取代。构形词和指代词现在可以选择携带「效果」，这是一个为指称者规定有益、有害或中性状态的范畴。

### 词汇
Ithkuil IV的词汇已经扩展到4000多个词根和470个词缀。

## 外部連結
- 譯作原始地點 （页面存档备份，存于）
- 官網 （页面存档备份，存于）
- New Yorker article on the history of Ithkuil – December 2012 （页面存档备份，存于）
- Community on Reddit devoted to the Ithkuil language （页面存档备份，存于）
- Information site in Russian（页面存档备份，存于）